# ميخائيل جي. إل. كيربي
ميخائيل جي. إل. كيربي هو سياسي كندي، ولد في 5 أغسطس 1941 في مونتريال في كندا. نشط حزبياً في الحزب الليبرالي الكندي. وقد انتخب عضو مجلس الشيوخ الكندي ‏.